# Eveleth
Eveleth é uma cidade localizada no estado americano de Minnesota, no Condado de St. Louis.

## Demografia
Segundo o censo americano de 2000, a sua população era de 3865 habitantes.
Em 2006, foi estimada uma população de 3610, um decréscimo de 255 (-6.6%).

## Geografia
De acordo com o United States Census Bureau tem uma área de
16,8 km², dos quais 16,4 km² cobertos por terra e 0,4 km² cobertos por água. Eveleth localiza-se a aproximadamente 439 m acima do nível do mar.

## Localidades na vizinhança
O diagrama seguinte representa as localidades num raio de 8 km ao redor de Eveleth.